# Падула
Паду̀ла (на италиански: Padula; на неаполитански: a Parùla, а Парула) е градче и община в Южна Италия, провинция Салерно, регион Кампания. Разположено е на 699 m надморска височина. Населението на общината е 5523 души (към 2010 г.).